# قوزي
القوزي أو أوزي طبق من المطبخ العراقي، غني بالأرز واللحم، يقدّم غالباً في المناسبات ويحضّر من لحم الغنم أو لحم البقر، والأرز، والبصل، والزيت النباتي، والهال، والقرفة، وورق الغار، والفلفل الأبيض، والملح، والفلفل الأسود. أما الصلصة فتحضّر من الطحين، والزبدة، ومرق اللحم، والقرفة، والفلفل الأسود، والملح. يزيّن هذا الطبق بالمكسرات المقلية كالصنوبر، واللوز، والكاجو.

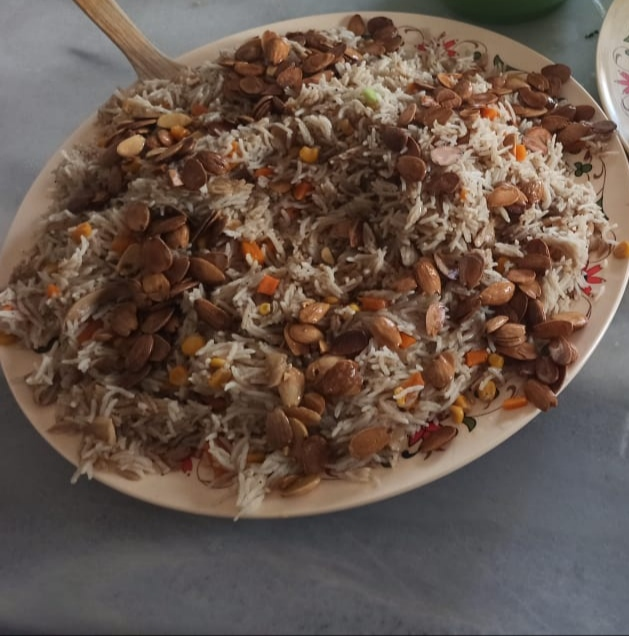

تحتوي وجبة القوزي الغنم (250غ تقريباً) على المعلومات الغذائية التالية:

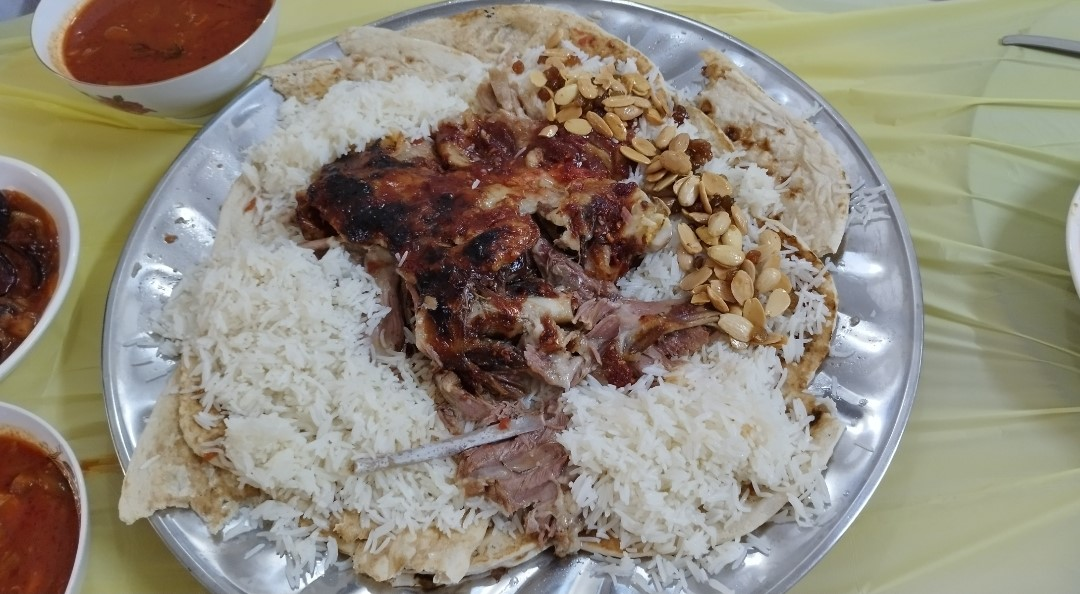
قوزي عراقي

- السعرات الحرارية: 763
- الدهون: 48
- الدهون المشبعة: 13
- الكوليسترول: 108
- الكاربوهيدرات: 49
- البروتينات: 35قوزي عراقي

## التأثيل
كلمة قوزي ذات أصل تُركي عثماني من قوزو أو قوزي وتعني الحمل.

## روابط خارجية
- وصفة القوزي مع معلوماتها الغذائية